# Baguer-Morvan
Baguer-Morvan (en bretó Bagar-Morvan, en gal·ló Bayér-Morvan) és un municipi francès, situat a la regió de Bretanya, al departament d'Ile e Vilene. L'any 2006 tenia 1.488 habitants.

## Demografia
| 1962                                       | 1968  | 1975  | 1982  | 1990  | 1999  |
| ------------------------------------------ | ----- | ----- | ----- | ----- | ----- |
| 1.047                                      | 1.150 | 1.326 | 1.347 | 1.306 | 1.337 |
| Des de 1962: població sense dobles comptes |       |       |       |       |       |

## Administració
| Període   | Identitat       | Partit |
| --------- | --------------- | ------ |
| 2001-2008 | Joseph Gardan   |        |
| 2008-     | Jean-Paul Erard |        |